# Olearia gordonii
Olearia gordonii là một loài thực vật có hoa trong họ Cúc. Loài này được Lander mô tả khoa học đầu tiên năm 1989.